# Wolfgang Rudolph (Ethnologe)

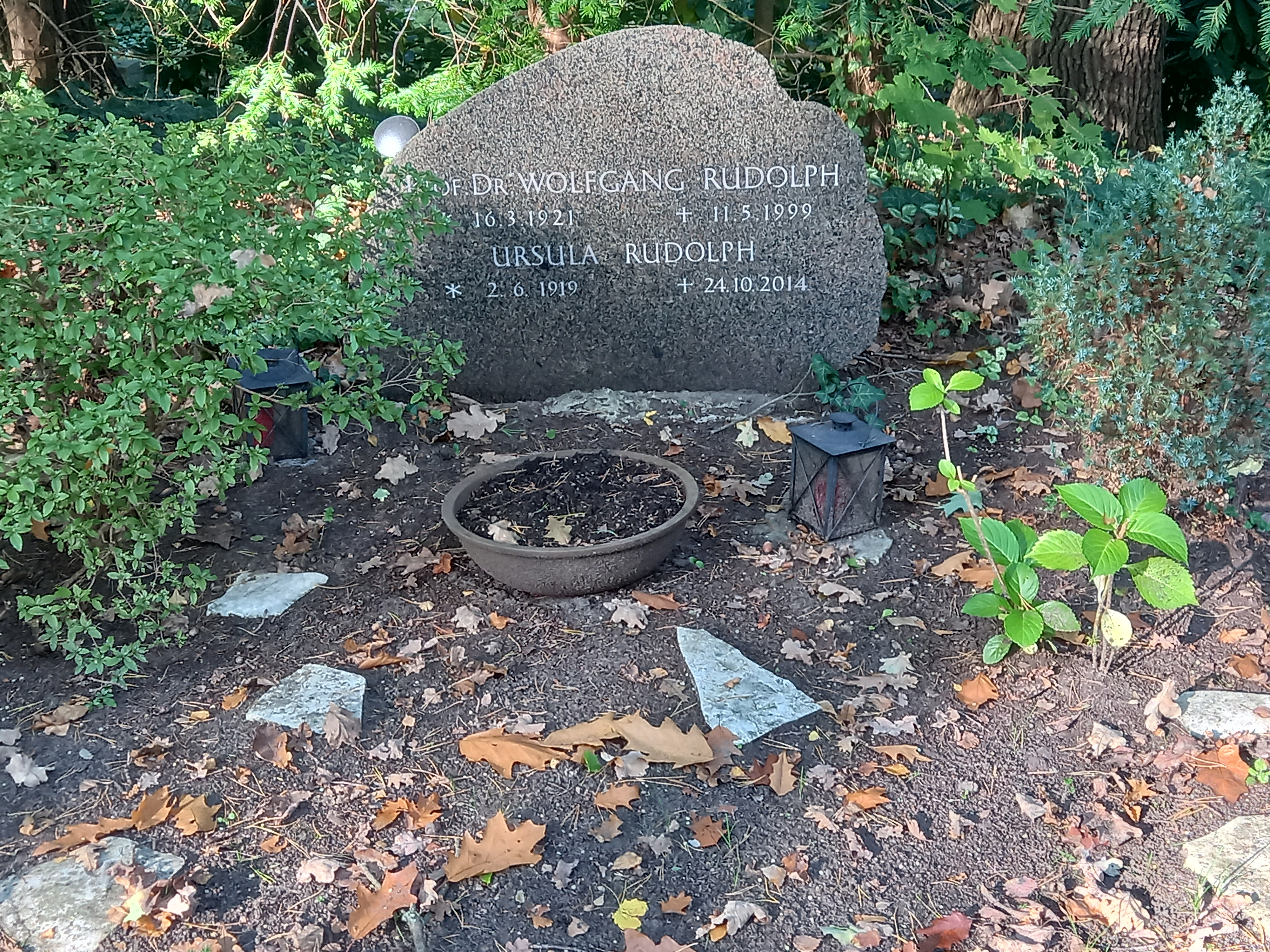
Das Grab von Wolfgang Rudolph und seiner Ehefrau Ursula geborene Seidel auf dem Friedhof Frohnau in Berlin

Wolfgang Rudolph (* 16. März 1921 in Berlin-Wedding; † 11. Mai 1999) war ein deutscher Ethnologe, Redakteur (1961 bis 1973) und Herausgeber (1973 bis 1996) der 1925 gegründeten Zeitschrift Sociologus – Zeitschrift für empirische Ethnosoziologie und Ethnopsychologie, und Professor an der Freien Universität (FU) Berlin.

## Leben
Gegen Ende des Zweiten Weltkriegs geriet Rudolph in Gefangenschaft und kehrte 1945 zurück. In den ersten Nachkriegsjahren war er Gelegenheitsarbeiter, in Franken/Bayern im Weinbau, in der Altmark/Sachsen in der Landwirtschaft. 1947 begann er an der Universität Mainz mit dem Studium der Ethnologie bei Adolf E. Jensen und Adolf Friedrich. 1948 brach er sein Studium aus finanziellen Gründen ab, ging nach Berlin zurück und absolvierte an der Harnackschule ein Studium als Dolmetscher für Englisch und Russisch. In diesem Beruf war er zunächst auch beschäftigt: Januar 1949 bis Februar 1950 beim Magistrat von Ost-Berlin in der Abteilung für Wirtschaft; März 1950 bis März 1955 bei den Ostberliner Elektrizitätswerken, wegen seines Wohnsitzes in West-Berlin schließlich entlassen. April 1951 hatte er Ursula Seidel geheiratet; drei Kinder bekam das Ehepaar.
Im Sommersemester 1955 setzte er am Institut für Ethnologie der FU Berlin sein Studium fort. 1958 promovierte er bei Sigrid Westphal-Hellbusch, Schülerin von Richard Thurnwald und dessen Nachfolgerin an der FU, mit summa cum laude. Von März 1958 bis September 1958 war er an dem FU-Institut Wissenschaftliche Hilfskraft, Oktober 1958 bis März 1960 Wissenschaftlicher Assistent und Beamter auf Widerruf, April 1966 Akademischer Rat und zunächst Beamter auf Probe, April 1967 auf Lebenszeit, Oktober 1967 in eine Planstelle eingewiesen, damit verbunden ab Sommersemester 1968 die Verpflichtung zu angemessener Lehrtätigkeit. Die reibungslose verwaltungsrechtliche Karriere ging einher mit Fortschritten in seiner Forschung:
1958, 1962 und 1964 bis 1965 führte er insgesamt etwa eineinhalb Jahre Feldforschung bei den ostanatolischen und westiranischen Kurden durch, 1967 erfolgte die Habilitation. Am 31. Mai 1967 erhielt er die Venia legendi für Ethnologie. Er war nun Privatdozent. Im August 1969 hatte er Rechtsstellung und Amtsbezeichnung eines Wissenschaftlichen Rates und Professors. Im April 1971 wurde er zum Professor ernannt. 1970 und in späteren Jahren leitete er phasenweise das Institut für Ethnologie, zunächst in Vertretung von Westphal-Hellbusch.
1971/1972 verbrachte er einen einjährigen Forschungsaufenthalt am N.I.A.S. in Wassenaar in den Niederlanden. Im Oktober 1982 trat er in den frühzeitigen Ruhestand.

## Forschungstätigkeit
Rudolph war ein strikt dem Empirismus verpflichteter Kultur- und Sozialwissenschaftler. Er war ein Induktionist, der „das Detail in das logisch erschlossene größere Ganze stellte; ein Theoretiker, dem das Interkulturelle Maßstab der Begriffsbildung war; ein Systematiker, der Empirie, Induktion und Theorie interdisziplinär miteinander verbinden konnte; insgesamt ein Ethnologe und Humanforscher, der die Einmaligkeit seines Faches unter den empirischen Humanfächern erkannt und die Zeichen der Zeit für ihre Integration verstanden hatte“.
Sein Buch Systematische Anthropologie (1977), bei dessen wissenschaftstheoretischer Organisation Peter Tschohl mitwirkte, Ethnologe an der Universität Köln unternimmt die Integration der empirischen Humanwissenschaften, die Überwindung des kulturwissenschaftlichen Denkens auf naturwissenschaftlicher Grundlage.

## Schriften
- Das Problem der Kulturellen Werte in den Arbeiten der neueren amerikanischen Ethnology. Dissertation. Freie Universität Berlin 1958.
- Der kulturelle Relativismus: kritische Analyse einer Grundsatzfragen-Diskussion in der amerikanischen Ethnologie. Habilitationsschrift. Freie Universität Berlin 1968.
- Ethnologie: zur Standortbestimmung einer Wissenschaft. Tübingen 1973.
- mit Peter Tschohl: Systematische Anthropologie. München 1977, ISBN 3-7705-1468-8.
- Geschlechterrollen im Kulturvergleich. In: Norbert Bischof, Holger Preuschoft (Hrsg.): Geschlechtsunterschiede: Entstehung und Entwicklung – Mann und Frau in biologischer Sicht. Beck, 1989, ISBN 3-406-06007-2.